# The Alan Parsons Project That Never Was
Eric Woolfson sings The Alan Parsons Project That Never Was è un album di Eric Woolfson di brani scritti dal compositore scozzese per il gruppo progressive rock The Alan Parsons Project, di cui è stato cofondatore con Alan Parsons, e rimasti inediti. L'album è stato pubblicato nel 2009.
Alcune delle canzoni presenti nel disco sono state utilizzate nei musical scritti da Woolfson, altre fanno parte del suo precedente lavoro solista Poe dedicato ad Edgar Allan Poe, altre sono presenti in versioni strumentali nelle versioni rimasterizzate ed estese degli album del Project.

## Tracce
1. Golden Key – 4:12
2. Nothing Can Change My Mind – 4:00
3. Rumour Goin' Round – 4:39
4. Any Other Day – 3:08
5. I Can See Round Corners – 5:15
6. Steal Your Heart Away – 3:20
7. Along the Road Together – 3:21
8. Somewhere in the Audience – 4:36
9. Train to Wuxi – 4:19
10. Immortal – 6:02

## Formazione
- Eric Woolfson: Voce, Tastiera, Chitarra
- Ian Bairnson: Chitarra
- Richard Cottle: Tastiera
- Stuart Elliott: Batteria
- David Paton: Basso
- Gavin Greenaway: Arrangiamenti Orchestrali
- Czech Philharmonic orchestra
- Austin Ince: Ingegnere del suono
- Haydn Bendall: Ingegnere del suono